# 雉山

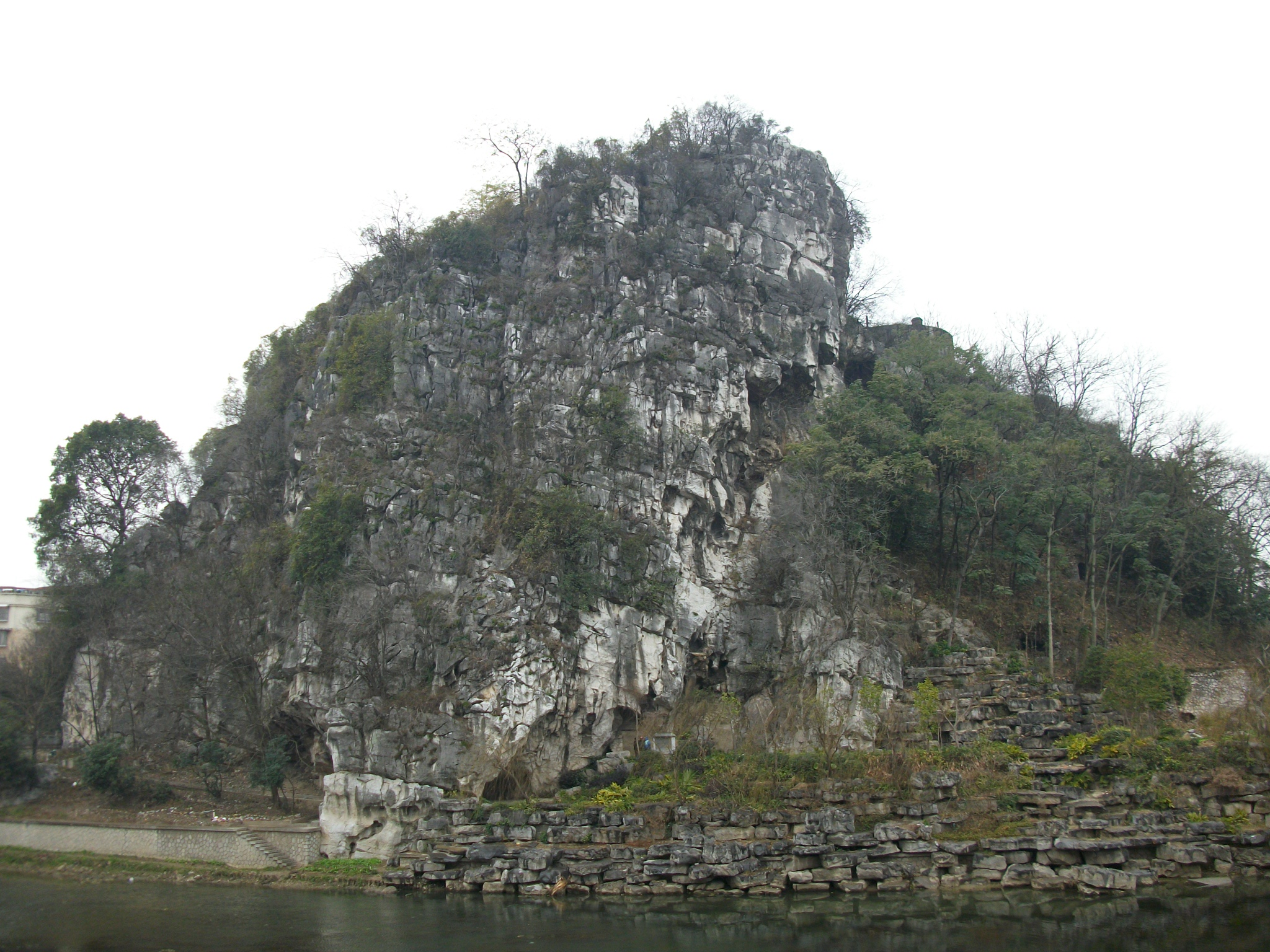
雉山

雉山位于广西桂林市市区内的上海路东端，漓江西侧，宁远河河畔，其北边是象鼻山、南边是南溪山和塔山。由于城市建设雉山现在被围入后建起的市供电公司内。
雉山的海拔202.7米，相对高度53米，长130米，宽130米，山体面积达0.44公顷，连接市区东西的雉山桥在它的脚下。雉山上的崖壁有石刻（从宋以来）十几件，曾为群众盛游之地。

## 神话故事
当地流传着一个关于象山和雉山的故事，大概是讲雉妖骑着她的座犄大象来到桂林作恶多端，后大象被嫦娥感化而造福人们，而雉妖见大象被感化便用利剑将其刺死，嫦娥见此情景，拿起照妖镜将雉妖砸死在大象的后面。后来大象化作了象山而雉妖化作了雉山，当年雉妖所用剑的剑柄变成了象山上的宝塔，照妖镜砸中后破成七瓣，老百姓便把它挂在普陀山的山腰上，后来就变成了著名的七星岩。

数据来源：广西壮族自治区图书馆